# Arisaema ciliatum
Arisaema ciliatum är en kallaväxtart som beskrevs av Hen Li. Arisaema ciliatum ingår i släktet Arisaema och familjen kallaväxter. Inga underarter finns listade.